# 大河原毅
大河原 毅（おおかわら たけし、1943年9月5日 - ）は、日本の実業家。日本ケンタッキー・フライド・チキン（現・日本KFCホールディングス）株式会社元特別顧問・代表取締役社長。株式会社ジェーシー・コムサ代表取締役CEO。一般社団法人日本フードサービス協会元会長。特定非営利活動法人日本食レストラン海外普及推進機構理事長。藍綬褒章受章。旭日中綬章受章。

## 人物・来歴
神奈川県出身。栄光学園中学校・高等学校を経て、1966年、上智大学経済学部経済学科卒業。1983年、ハーバード大学経営大学院修了（AMP）。
大日本印刷勤務を経て、1970年に日本ケンタッキー・フライド・チキンの設立メンバーとして入社。直営第1号店の店長を勤める。常務取締役、副社長を経て、1984年に同社の代表取締役社長に就任。ケンタッキー・フライド・チキン・インターナショナル・インクバイス・プレジデントや極東担当支配人を歴任する。2003年、藍綬褒章受章。2007年、ジェーシー・コムサ代表取締役CEOに就任。
2011年3月27日（日）放送のソロモン流（テレビ東京系列）にて、かつて日本ケンタッキーフライドチキン代表取締役社長時代に三菱商事から出向していた遠山正道（現：株式会社スマイルズ代表取締役社長）が出演した際、インタビューに応じたことがある。2014年旭日中綬章受章。
2015年6月18日、特定非営利活動法人日本食レストラン海外普及推進機構理事長。2019年5月、在千葉リトアニア共和国名誉領事に就任をした。2023年食料産業特別貢献大賞受賞。